# Рудковский, Александр Григорьевич
Алекса́ндр Григо́рьевич Рудко́вский (30 октября 1943, Долголесье, Гомельская область — 19 декабря 1999) — советский и белорусский певец (лирический тенор), заслуженный артист Белорусской ССР (1975).

## Биография
Родился 30 октября 1943 года в деревне Долголесье. Музыкальную карьеру начал в 1970 году, став лауреатом IV Международного конкурса им. П. И. Чайковского в Москве. В 1971 году окончил Московскую государственную консерваторию по классу профессора Гуго Тица. В том же году стал солистом Белорусского театра оперы и балета. В 1971—1985 годах на сцене этого театра исполнил следующие партии: Ленский, Юродивый; Альфред, Герцог, Фауст; Надир («Искатели жемчуга» Бизе), Дон Оттавио («Дон Жуан»); Альмавива («Севильский цирюльник»), Рудольф («Богема»), Эрнесто («Дон Паскуале» Доницетти). В 1975 году стал лауреатом состоявшегося в Барселоне Международного конкурса вокалистов им. Марии Канальс. В 1986—1997 годах работал в Государственном академическом народном оркестре им. Жиновича. Исполнял народные и неаполитанские песни, а также произведения белорусских композиторов.